# Le puits aux trois vérités
Le puits aux trois vérités é um filme franco-italiano de 1961, do gênero comédia, dirigido por François Villiers e com trilha sonora de Maurice Jarre.
O roteiro foi escrito por Jean Canolle, Remo Forlani, Henri Jeanson, Turi Vasile e François Villiers, baseados em um romance de Jean-Jacques Gautier.

## Elenco
- Michèle Morgan.... Renée Plèges
- Jean-Claude Brialy.... Laurent Lénaud
- Catherine Spaak.... Danièle Plèges
- Scilla Gabel.... Rossana
- Michel Etcheverry.... commissário Bertrand
- Franco Fabrizi.... Philippe Guerbois
- Billy Kearns.... um cliente
- Margaret Wagstrom.... Greta
- Ermanno Casanova.... Alberto
- Yves Arcanel
- Yane Barry
- Hélène Dieudonné
- Renée Gardès.... Gertrude
- Micheline Luccioni
- Béatrice Altariba